# Триплан
Триплан — разновидность самолёта, конструкция которого характеризуется наличием трёх крыльев. Как правило, крылья расположены друг над другом, при этом такой самолёт называют поперечным трипланом. Наибольшее распространение такие самолёты приобрели в годы Первой мировой войны.
Тенденция к использованию большого количества плоскостей была характерной чертой начального этапа развития авиации — аэродинамика как наука находилась в стадии своего зарождения, и создатели первых самолётов старались таким образом увеличить подъёмную силу. Однако, из-за повышенного лобового сопротивления самолёты такой схемы быстро уступили своё место бипланам и монопланам.

## В России
В настоящее время самолёты ОКБ Сухого, имеющие, кроме хвостового, ещё и переднее горизонтальное оперение (ПГО), называют «продольными трипланами» или «горизонтальными трипланами». Это истребители Су-30, Су-33 и опытные истребители Су-27М и Су-47. Подобную схему имеет также американский истребитель F-15S/MTD.